# Matična rešetka
Matična rešetka ili Hanemanova rešetka je dopunski dio (element) uz košnicu. Služi da se u određenom razdoblju matica u plodišnom nastavku (plodištu) 
drži zatvorena. Kroz matičnu rešetku prolaze pčele radilice, a ne mogu matica i trutovi. Matična rešetka mora imati okvir u koji je ugrađena a na prednjoj strani okvira ima otvor (leto) da pčele sakupljačke (radilice) izlaze iz medišnih nastavaka (medišta), a da se ne vraćaju ponovo kroz rešetku i cijelo plodište.
Matična rešetka je metalna ili plastična pregrada između plodišta i medišta radi osiguravanja da matica ne raširi leglo na medišne okvire. Izrađuju se od žica, limova ili plastične folije koja se stavlja na satonoše (LR košnice) ili u pregradnu dasku (AŽ košnice). Kroz matičnu rešetku mogu proći radilice, a ne mogu trutovi i matica. Širina otvora u foliji ili mreži je od 4,14 do 4,38 milimetara. Postoje i takozvane trutovske rešetke koje omogućuju prolaz matici i radilicama, a ograničavaju prolaz trutovima.

## Objašnjenje
Matična rešetka je poznata kao dopunski dio košnice ali koji nije baš obavezan. Ta njena neobaveznost čini je u praksi prihvatljivom, ali vrlo često i neprihvatljivom. Razlozi za upotrebu matične rešetke su brojni ali isto toliko pčelara ima razloge i da je ne prihvati. I u jednom i u drugom slučaju može se govoriti da su razlozi uglavnom opravdani. Da bi se uopće mogla razmatrati svrsishodnost upotrebe matične rešetke prvenstveno je prije svega imati postavljene tehnološke ciljeve koji se žele ostvariti u pojedinim procesima pčelarske proizvodnje. Ako se, na primjer radi o tehnologiji odgajanja matičnjaka ili proizvodnji matične mliječi u košnicama s prisustvom matice, matična rešetka svakako mora biti obavezan dio košnice.
Kada se radi o pčelarenju na med u uvjetima tihih livadskih i drugih paša, gdje se dnevni unos kreće oko 1 kilogram, tada je upotreba matične rešetke veoma značajna. Ako matica u tim uslovima nije ograničena na manji prostor, leglo će se u košnici neograničeno širiti tako da za pčelara praktično meda neće ni ostati. Jasno je da bi ovakav unos nektara povoljno djelovao na razvoj legla a samim tim i na nepotrebno umnožavanje pčelinje zajednice osim ako nije u planu neka kasnija paša jačeg prinosa kojom bi bili zamijenjeni prinosi koji bi se ostvarili na toj tihoj paši.
Osnovna uloga matične rešetke je da ograniči plodište za razvoj legla, odnosno da onemogući matici polaganje jaja u okvirima medišta. Time se čuva čistoća i prirodna boja meda i neugrožava kasnije čuvanje saća od napada voskovog moljca. Poznato je da voskov moljac uglavnom ne napada djevičansko saće, već samo saće u kojem je već bilo leglo. 
Neki pčelari pokušavaju da s manjim brojem okvira u medištu dobiju saće s dubljim ćelijama u kojima matica po pravilu ne zaliježe, ali se time stvara drugi problem. Naime, med u takvom saću veoma teško sazrijeva i po pravilu iako je poklopljen ostaje rjeđi, odnosno s većim postotkom vlažnosti od meda iz normalnih ćelija. 
Postoje dva osnovna standardna tipa matičnih rešetki i to jedan s okvirom koji ima mjere vanjskih mjera košnice i neuokvirene koje se postavljaju na unutarnje okvire, odnosno imaju unutarnje mjere košnice. Kod ovih posljednjih se propustljivost pčela iz plodišta u medište bitno smanjuje jer matična rešetka velikom površinom praktično naliježe na okvire. Veliki dio preostalih otvora pčele zatvore voskom i tako kretanje pčela kroz matičnu rešetku postaje još sporije što na jakim pašama dovodi do velike blokade plodišta, zastoja u razvoju legla a samim tim i stvaranja uslova za pojavu rojevog nagona.
Uokvirene matične rešetke povećavaju razmak između plodišnih i medišnih okvira, a poznato je da svaki razmak veći od 7 milimetara pčele nadograduju zapercima u želji da ostvare vezu između plodišta i medišta. Ovi zaperci takođe utiču na smanjenje prostora za kretanje pčela ali ipak u mnogo manjoj mjeri nego što je to slučaj kod rešetki koje se nalaze direktno na unutarnjim okvirima. Uokvirene rešetke mogu biti izrađene s letom ili bez leta. Tehnološki gledano matične rešetke s letom su korisnije iz razloga što kroz njega pčele mogu direktno djelovati s prirodom bez provlačenja kroz matičnu rešetku, ali i zbog mogućnosti izlijetanja trutova ako na medištima nemamo pomoćna leta. Uvažavajući sve iznešene činjenice logično je da ćemo se odlučiti za nabavu uokvirenih matičnih rešetki s letom ali prije toga je potrebno još jednom sagledati pozitivne i negativne posljedice pčelarenja s ili bez matične rešetke, naravno na jakim snažnim pašama jer se može zaključiti da je na tihim pašama matična rešetka neophodna.